# HD135480
HD135480 — хімічно пекулярна зоря спектрального класу F0, що має видиму зоряну величину в смузі V приблизно  8,9.
Вона  розташована на відстані близько 686,6 світлових років від Сонця.

## Пекулярний хімічний склад
Зоряна атмосфера HD135480 має підвищений вміст 
Cr
.